# Dmitrij Nikolaevič Ovsjaniko-Kulikovskij
Dmitrij Nikolaevič Ovsjaniko-Kulikovskij (Kachovka, 1853 – Mosca, 9 ottobre 1921) è stato un linguista e critico letterario russo.
Professore di linguistica comparata e di sanscrito nelle università di Kazan', di Charkiv, di San Pietroburgo e di Novorossijsk, aderì al populismo. In seguito seguì le tesi sociologiche di Potebnja, riconoscendo la validità delle teorie estetiche formaliste di inizio Novecento che si andavano diffondendo.
Ci ha lasciato molti studi critici di notevole importanza sugli scrittori russi del XIX secolo, sui problemi del linguaggio e della psicologia nella creazione letteraria. Inoltre scrisse una Storia dell'intelligencija russa e diresse l'edizione di una fondamentale Storia della letteratura russa del XIX secolo nel periodo 1908-1916.

## Opere
- Lingvistika kak nauka - La linguistica come scienza, del 1888
- Očerki istorii mysli - Note sulla storia del pensiero, del 1890
- Vvedenie v stravnitel'noe jazykoznanie. Lekcii, čitannye v 1891 uč. godu - Introduzione alla linguistica comparata. Conferenze tenute nell’anno scolastico 1891, Charkiv, 1892
- A.A.Potebnja, kak jazykoved-myslitel' - Aleksandr Afanas'evič Potebnja, linguista e pensatore, Kiev, 1893
- Jazyk i iskusstvo - Il linguaggio e l'arte, del 1895
- Očerki nauki o jazyke - Note sulla scienza del linguaggio, del 1896
- Sintaksis russkogo jazyka - Sintassi della lingua russa, del 1902
- Istorija russkoj intelligencii - Storia dell'intelligencija russa, in 3 voll., 1906-11
- Grammatika russkogo jazyka - Grammatica della lingua russa, del 1908
- Istorija russkoj literatury XIX veka -  Storia della letteratura russa del XIX secolo, in 5 voll., 1908-10
- Rukovodstvo k izučeniju sintaksisa russkogo jazyka - Manuale della sintassi della lingua russa, Mosca, del 1909
- Sintaksis russkogo jazyka - La sintassi russa, San Pietroburgo, del 1912
- Teorija poėzii i prozy - Teoria della poesia e della prosa, del 1923